# Путилица
Пу́тилица (карел. Puuttil) — деревня в составе Олонецкого городского поселения Олонецкого национального района Республики Карелия.

## Общие сведения
Расположена на берегу реки Олонка.
Укрупнена в 1957 году путём присоединения деревень Большое Путилово, Гажелица, Кунилица, Малая Путилица.

## Население
| 2002 | 2009 | 2010 | 2013 |
| ---- | ---- | ---- | ---- |
| 175  | ↗181 | ↘161 | ↗163 |

## Транспорт
Через деревню проходит автодорога 86К-8 «Олонец — Питкяранта — Леппясилта».

## Улицы
- ул. Кунильская
- ул. Тепличная
- ул. Урожайная